# Achiropsetta
Achiropsetta is een monotypisch geslacht van straalvinnige vissen uit de familie van zuidelijke botten (Achiropsettidae).

## Soort
- Achiropsetta tricholepis Norman, 1930